# Afriberina pallescens
Afriberina pallescens là một loài bướm đêm trong họ Geometridae.